# Abbaretz
Abbaretz è un comune francese di 2 096 abitanti situato nel dipartimento della Loira Atlantica, nella regione dei Paesi della Loira.

## Stemmi

### Simboli
Lo stemma è stato creato nel 1983. Il cumulo di detriti simbolizza la miniera, la testa di bue l'allevamento, il covone la cerealicoltura, l'armellino l'appartenenza alla Bretagna e lo scudetto in cuore è un omaggio a Guillaume e Bertrand de Listré, rettori di Abbaretz nel XVI secolo.

## Società

### Evoluzione demografica
Abitanti censiti